# 1932 في أستراليا
فيما يلي قوائم الأحداث التي وقعت خلال عام 1932 في أستراليا.

## سياسة

### تعيين في المنصب
- 1 مايو – روبرت منزيس Deputy Premier of Victoria [الإنجليزية]‏.

## رياضة
- 1 يناير – البطولات الأسترالية 1932

## مواليد

### يناير
- 1 يناير – ويندي بلاكلوك ممثلة أسترالية.

### أكتوبر
- 11 أكتوبر – باري جونز سياسي أسترالي.

## وفيات

### سبتمبر
- 19 سبتمبر – بيرت سانت جون (مواليد 1879) لاعب كرة مضرب أسترالي.

### ديسمبر
- 28 ديسمبر – جاك بلاكهام (مواليد 1854)